# Nola loxoscia
Nola loxoscia är en fjärilsart som beskrevs av George Francis Hampson 1900. Nola loxoscia ingår i släktet Nola och familjen trågspinnare. Inga underarter finns listade i Catalogue of Life.